# XXIII Giochi del Commonwealth
I Giochi del Commonwealth del 2026, ufficialmente conosciuti come XXIII Giochi del Commonwealth e brevemente come Glasgow 2026, sono un evento internazionale multi-sport, per gli atleti del Commonwealth, che si sarebbero dovuti tenere a Glasgow, in Scozia.
I Giochi del Commonwealth del 2026 saranno i primi che si terranno dalla morte della regina Elisabetta II e dall'ascesa di re Carlo III a capo del Commonwealth l'8 settembre 2022.

## Selezione della sede
La città ospitante doveva inizialmente essere selezionata all'Assemblea generale della Commonwealth Games Federation (CGF) del 2019 a Kigali, in Ruanda. Il 16 giugno 2019, la CGF ha confermato che avrebbe deciso la città ospitante nel 2020, ma la mancanza di interesse da parte delle città e la pandemia di COVID-19 hanno ritardato l'annuncio. Nel dicembre 2021, la CGF ha riferito che avrebbe annunciato un host nel marzo 2022; tuttavia, Victoria è stata annunciata come ospite il 12 aprile 2022, dopo due mesi di un processo di dialogo esclusivo con la CGF.
A luglio del 2023 lo stato di Victoria ha annunciato ufficialmente la sua rinuncia a ospitare i giochi, che quindi sono per il momento senza una sede assegnata.